# 森村記念館
森村記念館（もりむらきねんかん）は、愛知県名古屋市東区東桜一丁目にある大和絵美術館である。

## 概要
漢学者の森村宜民と大和絵画家の森村宜稲（宜民の子）、宜永（宜稲の子）が住んだ旧邸宅を一般公開したもので、1988年（昭和63年）に開館した。
森村宜稲とその妻（紫峰）と子（宜永）をはじめ復古大和絵系の画家の作品を所蔵している。大和絵（日本画）だけでなく、茶道具など美術品が展示されている。また、館内には和室と茶室の「三冝庵」があり、大和絵、茶道、華道、書道などの講座が開催されるほか、美術館1階にはアートカフェ栄を併設している。

## 利用案内
- 開館日：水曜日から日曜日（年末年始の休館、夏季休業あり）
- 入場料：
  - 一般 800円（喫茶含む）

## 所在地
- 愛知県名古屋市東区東桜1-10-18

## 交通アクセス
- 名古屋市営地下鉄東山線「栄駅」より徒歩で約3分。
- 名古屋市営地下鉄名城線・桜通線「久屋大通駅」より徒歩で約3分。